# Copsychus pica
Copsychus pica är en fågelart i familjen flugsnappare inom ordningen tättingar. Den betraktas oftast som underart till madagaskarshama (Copsychus albospecularis), men urskiljs sedan 2016 som egen art av Birdlife International och IUCN.
Fågeln förekommer enbart på västra Madagaskar. Den kategoriseras av IUCN som livskraftig.